# Unité spéciale antiterroriste
L'Unité spéciale antiterroriste (en serbe : Specijalna Antiteroristička Jedinica, en serbe en écriture cyrillique : Специјална Антитерористичка Јединица, en abrégé SAJ et САЈ) est une unité spéciale antiterroriste de la police serbe. Aujourd’hui, l'unité spéciale antiterroriste (SAJ) représente une unité organisationnelle hautement professionnelle et indépendante, au sein de la direction de la police du ministère de l'Intérieur (reconnue comme une unité spéciale par la présente loi sur la police), spécialement équipée et étroitement spécialisée. Leurs missions : 
- Planification et exécution des tâches et des emplois de police les plus complexes dans la lutte contre le terrorisme.
- Résolution de la crise des otages dans toutes les conditions et dans tous les environnements, en particulier dans le cas de détournements de moyens de transport
- L’exécution d'arrestations à haut risque d'individus et de groupes criminels, en particulier lorsque la résistance active à l'aide d'armes à feu est attendue
- Protection rapprochée des VIP et des installations
- Fournissant une assistance d'experts aux autres unités organisationnelles du ministère de l'Intérieur dans la lutte contre le crime organisé
- Engagement indépendant ou aide d'experts pour le sauvetage des citoyens et des biens lors de catastrophes naturelles

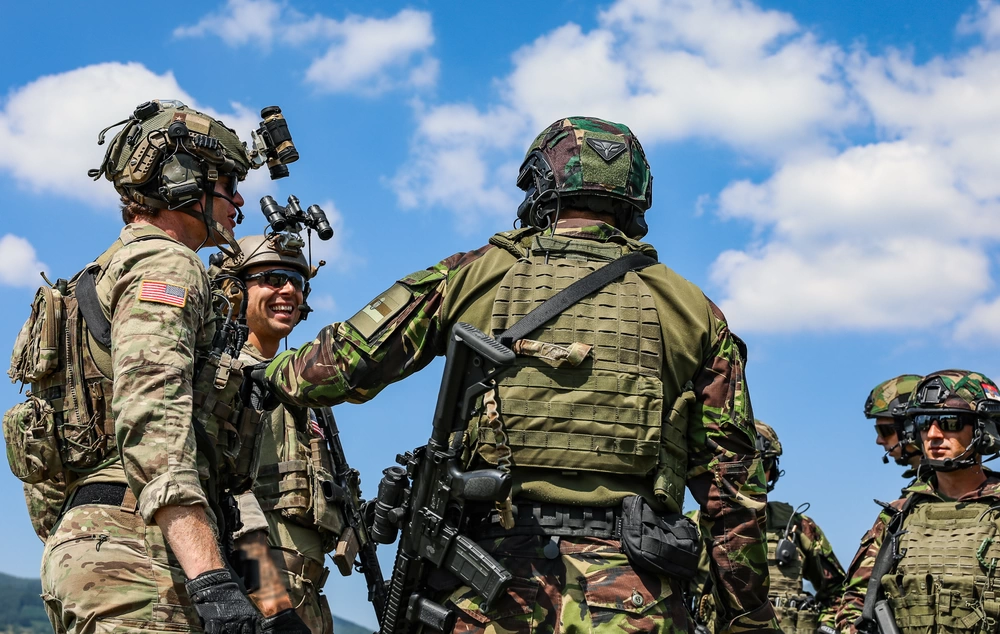
Opérateurs de la SAJ avec les Green Berets américains

L'engagement de l'unité se fait par le mécanisme dit de « double clé », y compris une suggestion du directeur de la police (ou de l'adjoint) et une approbation du ministre de l'Intérieur (ou de l'adjoint). L'unité est responsable devant les fonctionnaires mentionnés de son travail opérationnel.
Un souvenir des opérateurs de la SAJ, qui ont donné leur vie tout en effectuant des tâches de service, est perpétué avec un monument approprié à la base de l'unité. Leurs noms sont gravés dans la pierre du monument, leurs efforts étant une partie importante de la tradition transmise aux jeunes générations des opérateurs des forces spéciales serbes. 

## Historique
En 1978, les responsables de la sécurité en République de Yougoslavie décidèrent de former une unité spéciale chargée de lutter contre le terrorisme qui était alors devenu courant, à une époque où le pays était de plus en plus touché par des mouvements séparatistes et de lutte contre le communisme. Le Secrétariat fédéral des affaires internes (ou SSUP) fut finalement créé le 13 mai 1978. 7 mois plus tard, l'efficacité du SSUP ayant remporté un franc succès, une unité équivalente, la JATD dont les bureaux furent implantées dans chaque province du pays. Le SSUP  est rebaptisé Secrétariat des affaires internes de la République (ou RSUP) et ses bureaux furent délocalisés à Novi Beograd: les ancêtres du SAJ sont nés. Puis, en 1983, à côté de l'aéroport de Belgrade. En 1991, l'unité fut encore renommée Unité Spéciale (ou Specijalne Jedinice) avant d'obtenir son appellation définitive en juin 1992 : SAJ ou Unité Spéciale Anti-Terrorisme. Le général Živko Trajković prit alors le commandement de l'unité. Le SAJ alors exclusivement implanté à Belgrade, obtint des bureaux à Novi Sad où de nouveaux membres de l'unité furent formés et exercèrent leur profession dans cette ville. Cependant, après plusieurs défaites durant la campagne du Kosovo en 1999, l'unité de Belgrade fut délocalisée à Batajnica. Finalement, le 31 décembre 1999, les unités du SAJ de Belgrade et Novi Sad ainsi qu'une autre unité militaire basée à Pristina furent réformées et réduites en une seule unité commandée par Živko Trajković. Le 15 janvier 1999, cette unité est responsable de crimes contre l'humanité envers les populations albanaises du Kosovo en perpétrant un massacre dans le village de Račak.
En 2008, à l'occasion du 30e anniversaire du SAJ, l'unité a ouvert ses portes aux civils serbes et a exposé ses équipements au public, des démonstrations d'opération-commando et de combats d'arts-martiaux ont été faites.

## Structure
Actuellement, les effectifs du SAJ sont divisés en plusieurs groupes. Les groupes A et B spécialisés sont, à proprement parler, les groupes d'action : ceux qui opèrent les assauts et les autres missions; le groupe C, chargé de la logistique et le groupe D chargé de la sécurité, de la prévision du terrain, etc. À cela s'ajoute une multitude de petits groupes auxiliaires : le groupe médical chargé de soigner les blessés, le groupe de construction chargé de bâtir des ponts, des routes, etc. pour permettre à l'unité de se rendre rapidement sur les lieux.
Les membres du SAJ doivent avoir entre 20 et 35 ans, être entraînés pour la survie dans des conditions difficiles, être formés dans les arts martiaux et la musculation. Leurs missions se cantonnent au combat du terrorisme, du crime organisé, à la résolution des situations à haut risque (enlèvements avec otages...) et à la protection des personnes importantes ou menacées en Serbie. Ils sont recrutés chaque année au 13 mai, date anniversaire de la création du SAJ.

## Équipement
Comme la plupart des unités anti-terrorisme, les membres du SAJ disposent d'un équipement semblable à celui du SWAT. Les principales armes utilisées sont le Heckler & Koch MP5, le Zastava M70, la carabine М4, le SIG SG 552 et le H&K G3 SSG. Les membres du SAJ disposent aussi du CZ99 et de grenades lacrymogènes.
Pour se déplacer dans les airs, les principaux hélicoptères utilisés sont le Bell 206 et le Bell 212.
Les routes serbes de campagne étant souvent mal entretenues, l'unité utilise donc le plus souvent de puissants véhicules blindés comme le Pinzgauer, le Land Rover Defender, le BOV (APC) ou encore le BVP M-80.
Durant les simples missions en ville, les voitures les plus utilisées sont les Audi et les BMW.
Enfin, les types d'environnement variant beaucoup selon les régions et les saisons, les membres du SAJ ont à leur disposition plusieurs types de treillis pour pouvoir mieux se confondre dans la nature. Cependant, c'est l'uniforme noir qui est le plus souvent utilisé.

## Missions célèbres opérées par le SAJ
- Actions de déminage en 1989, dans le Kosovo, ce qui permit au SAJ de se faire connaître en Serbie.
- Neutralisation d'un groupe de terroristes à Smeredevo en 1997.
- Combats contre l'Armée de Libération du Kosovo (KLA) en 1998.
- Arrestation du gang de Zemun en 2003.
- Arrestation du meurtrier de Jabukovac, mettant ainsi fin à la liste des victimes déjà au nombre de 9.

## Traditions
L'insigne de l'unité spéciale antiterroriste se compose d'un aigle à deux têtes avec un bouclier rouge et quatre ocilas (aciers de feu) et une croix. L'aigle blanc à deux têtes, les ocilas et la croix sont des symboles de l'État et de la tradition serbes. L'aigle à deux têtes griffe un serpent, un symbole du mal, dont la tête est percée d'une épée, représentant la justice et la loi. Nourrissant la tradition orthodoxe serbe, les opérateurs de l'unité spéciale antiterroriste honorent le slava Aranđelovdan tous les 21 novembre. L'archange Michel est représenté comme un duc et un commandant, étant considéré comme un gardien des guerriers et un protecteur de la religion orthodoxe. La cérémonie de slava est célébrée, en présence des opérateurs, des fonctionnaires de l'État, des anciens de l'église, ainsi que des amis et associés de l'unité, au temple de Saint Stefan Dečanski à Batajnica, et à la base de la SAU le 13 mai.

## Galerie

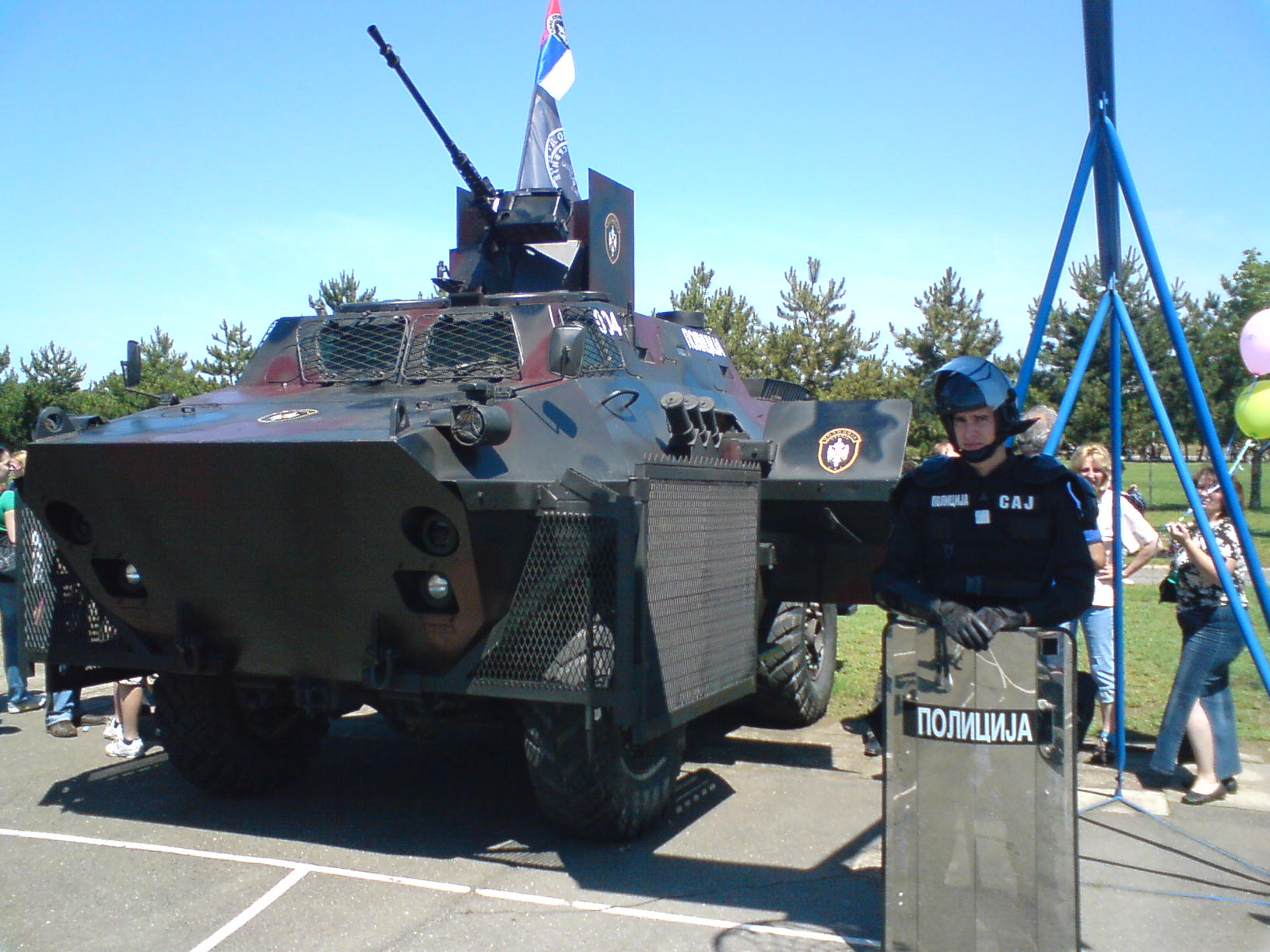
Véhicule SAJ BOV et équipement anti-émeutes.
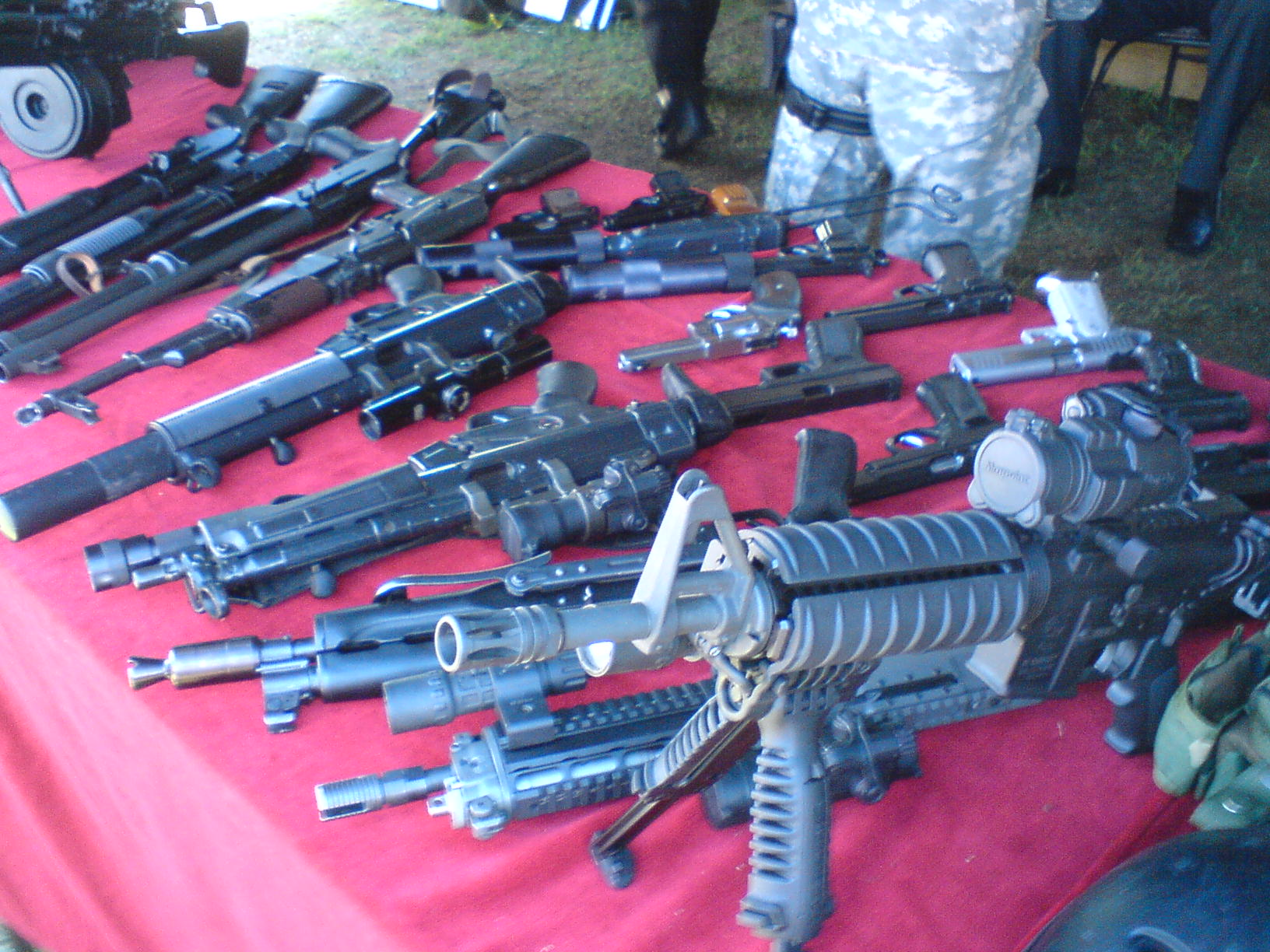
Armement du SAJ.
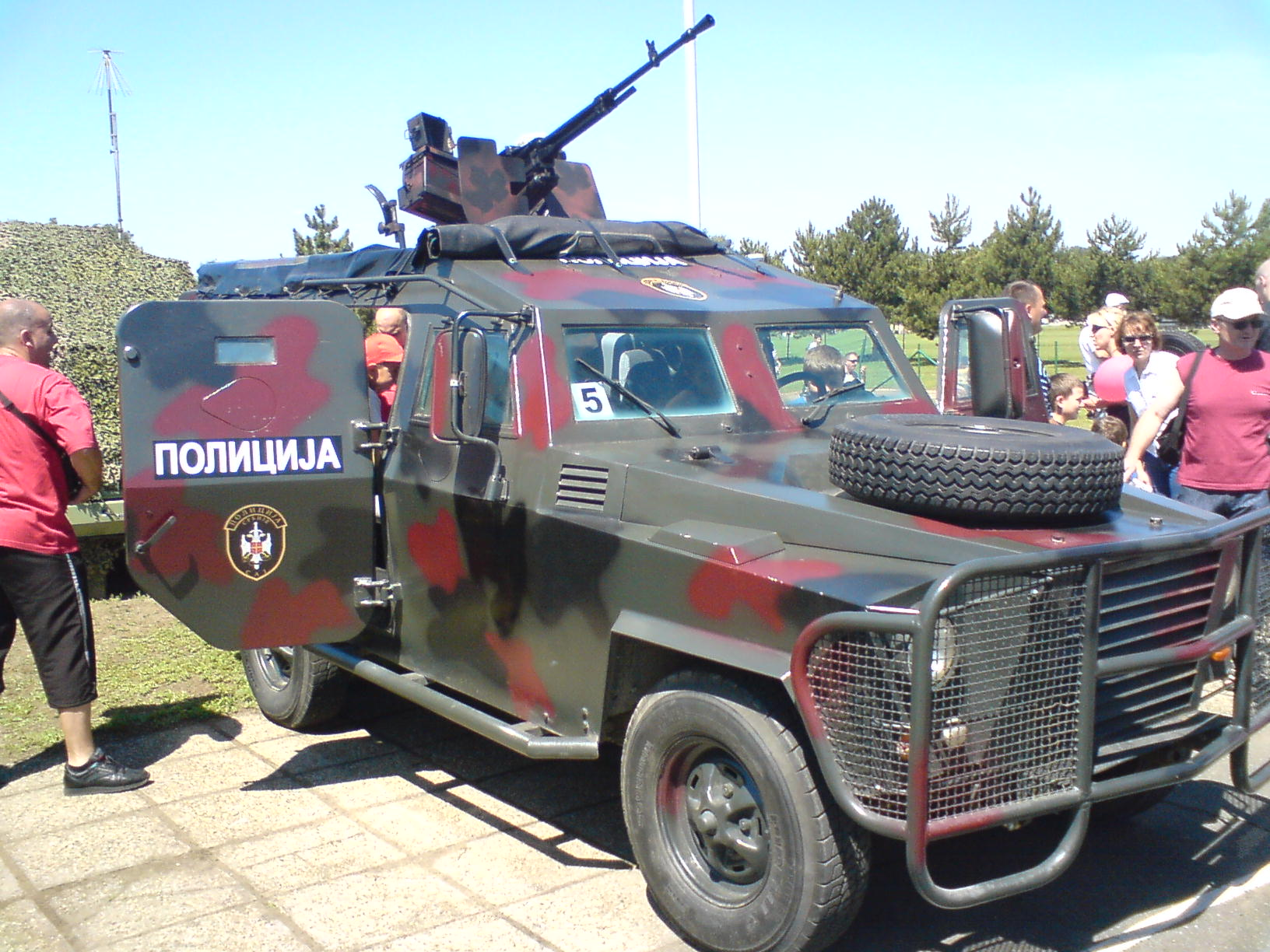
Land Rover du SAJ.
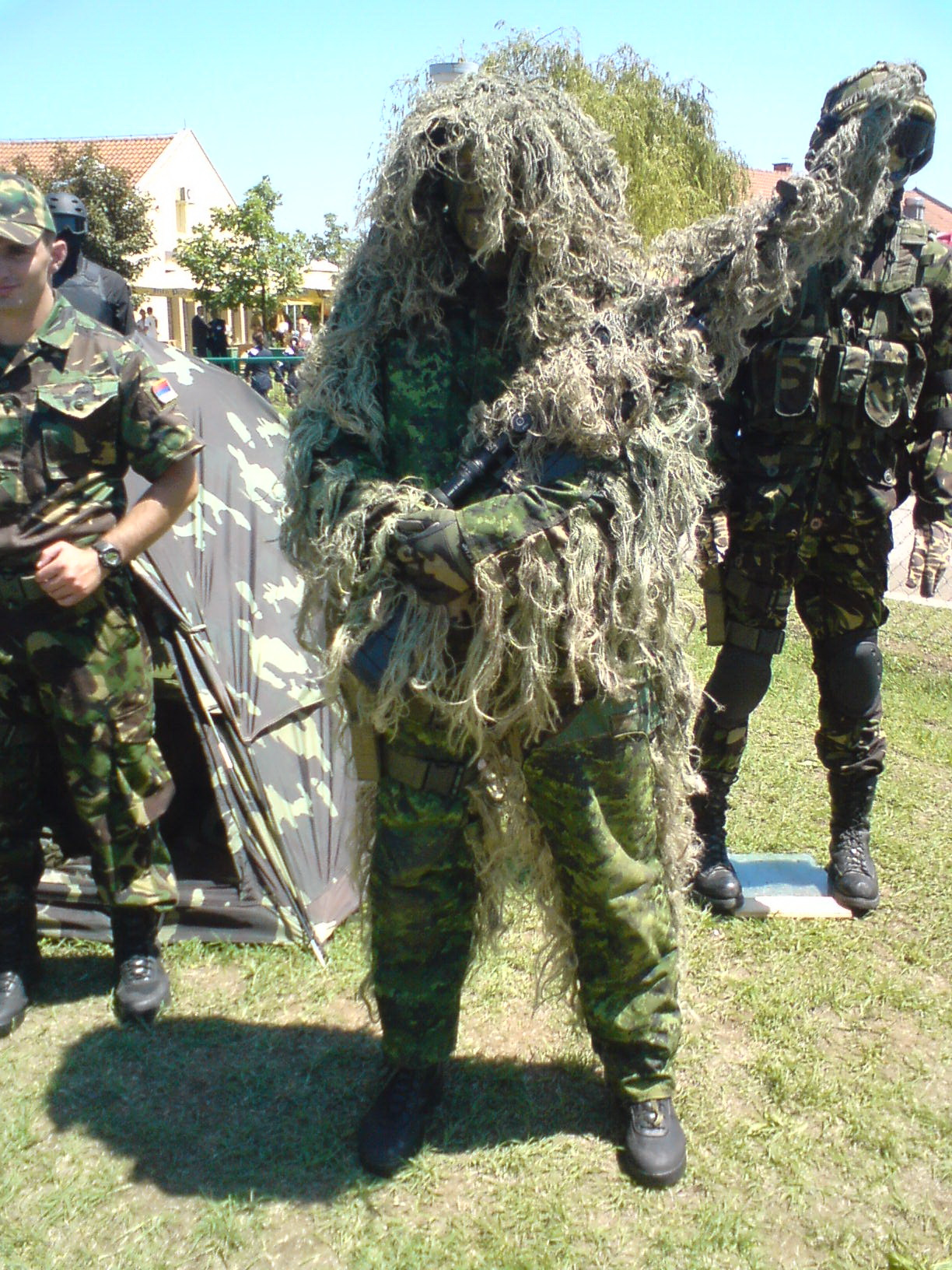
Ghillie suit.